# El mite de la bellesa
El mite de la bellesa (en anglès, The Beauty Myth: How Images of Beauty Are Used Against Women) és un llibre de no-ficció de Naomi Wolf, publicat al 1990, i reeditat el 2002.
La premissa bàsica d'El mite de la bellesa és que, mentre el poder i la prominència social de les dones han augmentat, la pressió que senten per assumir estàndards socials poc realistes de bellesa física també ha crescut fortament a causa de les influències comercials en els mitjans de comunicació. Aquesta pressió duu les dones a comportaments insalubres i a una preocupació per l'aparença en tots dos sexes, i compromet la capacitat de les dones per ser eficaces i acceptades per la societat.

## Resum
En la introducció, Wolf proposa aquesta anàlisi:
Durant la dècada passada, alhora que les dones aconseguien traspassar la barrera de l'estructura de poder, els desordres alimentaris s'hi multiplicaren i la cirurgia plàstica esdevingué l'especialitat mèdica de més ràpid creixement. Durant els darrers cinc anys, s'ha duplicat la despesa consumista, la pornografia s'ha tornat la categoria més important dins del mitjà publicitari (per sobre de la indústria fílmica i discogràfica combinades) i 33.000 dones nord-americanes confessaren en les enquestes d'una recerca que la seua meta més important en la vida era perdre entre 5 i 10 kg. Moltes dones tenim més diners, poder, camp d'acció i reconeixement legal del que mai havíem somiat, però respecte a com ens sentim sobre nosaltres mateixes físicament, potser estem pitjor que les nostres àvies no alliberades.
Wolf també postula la idea de la "dama de ferro", un estàndard intrínsecament irrealitzable que s'utilitza per a castigar les dones físicament i psicològica pel seu fracàs a aconseguir-lo i ajustar-s'hi. Wolf critica la moda i les indústries de bellesa com a explotadores de les dones, però afirma que el mite de la bellesa s'estén a totes les àrees de l'activitat humana. Wolf afirma que les dones hauríem de tenir "l'opció de fer el que vulguem amb les cares i cossos sense ser castigades per una ideologia que empra actituds, pressió econòmica, i fins i tot judicis legals pel que fa a l'aspecte per soscavar les dones psicològicament i política". Wolf argumenta que les dones són atacades del mite de la bellesa en cinc àrees: treball, religió, sexe, violència, i fam. En acabant, Wolf advoca per una relaxació dels estàndards normatius de bellesa.

## Impacte
El llibre de Wolf fou un best-seller, i obtingué respostes intensament polaritzades del públic i els principals mitjans de comunicació, però fou molt elogiat per moltes feministes. Germaine Greer, integrant de la segona onada feminista, escrigué que El mite de bellesa era la publicació feminista més important "des de La dona eunuc", i Gloria Steinem digué: "El mite de la bellesa és un llibre intel·ligent, furiós i perspicaç, i una crida a la llibertat. Totes les dones l'haurien de llegir." La novel·lista britànica Fay Weldon denominà el llibre "lectura essencial per a la dona nova", i Betty Friedan digué en la revista Allure que "El mite de la bellesa i la controvèrsia que està provocant podria ser un senyal esperançador d'un nou sorgiment de la consciència feminista."

## Crítica
En Who Stole Feminism? (1994) Christina Hoff Sommers criticà a Wolf per afirmar que 150.000 dones estan morint cada any d'anorèxia als Estats Units, i afig que la xifra real probablement n'és entre 100 i 400 per any.
De manera semblant, un article de 2004 compara les estadístiques de desordres alimentaris de Wolf amb estadístiques d'estudis epidemiològics revisats per parells i conclou que "en mitjana, una estadística d'anorèxia en qualsevol edició d'El mite de bellesa s'hauria de dividir per vuit per acostar-se'n a l'estadística real.' Schoemaker calcula que hi ha aproximadament 525 morts anuals per anorèxia, 286 vegades menys que en les estadístiques de Wolf.

## Connexió amb els estudis de la dona
Dins dels estudis sobre les dones, els acadèmics postulen que el mite de la bellesa manté a les dones centrades en la imatge corporal, i això proporciona tant a homes com a dones una manera de jutjar i limitar les dones pel seu aspecte físic. Revistes, pòsters, anuncis televisius i mitjans socials són algunes de les moltes plataformes que hui perpetuen models de bellesa tant per a homes com per a dones. La presència i circulació diària d'aquestes plataformes, fa quasi impossible evadir aquests cànons. Les dones i els homes estan igualment exposats enfront de cossos ideals, que són venuts com a realitzables amb dietes i gimnasos. Així i tot, per a la majoria de les persones aquests estàndards de bellesa no són ni sans ni assolibles. Les dones sovint donen una importància major a la pèrdua de pes que al manteniment d'un pes sa, i generalment fan grans sacrificis financers i físics per arribar a aquest objectiu. Però fallar en l'assoliment d'aquests ideals fa les dones objecte de crítica social.
Perfeccionisme i metes inassolibles són citats com una explicació per als índexs creixents d'anorèxia nerviosa i cirurgia plàstica. L'anorèxia és un dels desordres alimentaris més estesos als estats occidentals, "afecta aproximadament 2,5 milions de persones als Estats Units." Més del 90% d'aquesta xifra correspon a dones adolescents i joves, que sofreixen una "malaltia de salut mental seriosa que implica dieta compulsiva i pèrdua de pes dràstica". Aquesta pèrdua de pes és el resultat deliberat d'una inanició autoimposada per tenir una aparença més prima, i se sol associar a la bulímia. Les arrels psicològiques profundes de l'anorèxia la fan difícil de tractar i sovint el procés de recuperació dura tota la vida.
Algunes feministes pensen que el mite de la bellesa forma part d'un sistema que reforça la dominació masculina. Segons Wolf, quan les dones centren l'atenció en el seu aspecte físic, el focus en la igualtat de drets i de tracte baixa en prioritat. Això mateix argumenta Simone de Beauvoir en El segon sexe, en què relata els efectes de societats que condicionen xiques adolescents i joves a comportar-se de "manera femenina". Segons Beauvoir, aquests canvis abasten una "varietat enorme d'expectatives socials, incloent l'aspecte físic, però a diferència de les expectatives socials en els xics, en les joves i les dones normalment els inhibeixen d'actuar lliurement". Beauvoir cita aspectes com a roba, maquillatge, dicció i modals, com a objectes d'escrutini que les dones enfronten, però no els homes.
Alguns estudis revelen que les dones actualment s'esforcen a aconseguir ideals estètics perquè reconeixen la correlació entre bellesa i estatus social. Segons Vivien Diller en Face It: "la majoria de dones reporten que un bon aspecte continua associant-se amb respecte, legitimitat, i poder en les seues relacions". En el món laboral, les contractacions, avaluacions i promocions basades en l'aparença física empenten les dones a considerar la bellesa per damunt que del seu treball i habilitats.
Al llarg de la història, els ideals de bellesa per a les dones han canviat dràsticament segons les representacions socials. Durant les èpoques d'esclavitud, l'ètnia i color de pell eren factors decisius en la valoració de la bellesa. Les dones de cutis clar eren idealitzades i les utilitzaven per a justificar el maltractament a les dones de pell fosca. A la primeria del s. XX, l'ideal del cos femení es representava per un cutis pàl·lid i una cintura estreta. En la dècada de 1920, les dones amb una figura més prima i bust petit es consideraven belleses, mentre que l'ideal de pits plens i figura de rellotge de sorra comença en els primerencs 1950, i condueix a una tendència creixent cap a la cirurgia plàstica i els desordres alimentaris. La societat canvia contínuament els cànons de la bellesa imposats a les dones.

## Pel·lícula
Al febrer de 2010, la filmació d'una conferència de 42 minuts realitzada per Naomi Wolf en la Universitat Luterana de Califòrniay, titulada The Beauty Myth: The Culture of Beauty, Psychology, & the Self, fou editada en DVD per Into the Classroom Media.